# Xfig
Xfig — свободный векторный графический редактор. Xfig работает в среде X Window System на большинстве UNIX-совместимых платформ.
Для рисования изображения в xfig используются такие объекты, как окружности, прямоугольники, линии, сплайны, текст и др. Объекты можно создавать, удалять, перемещать или изменять. Можно менять атрибуты объектов, такие как цвет, тип линии. Доступно 35 шрифтов для изображения текста.
Большинство манипуляций в xfig осуществляется с помощью мыши, но некоторые операции можно выполнить с помощью «горячих» клавиш. Для работы с xfig рекомендуется использовать трёхкнопочную мышь, но можно использовать и двухкнопочную (если вы используете двухкнопочную мышь и ваш X сервер не эмулирует трёхкнопочную мышь, достаточно нажать на клавиатуре клавишу Meta (или Alt) и правую кнопку мыши, чтобы сымитировать среднюю кнопку мыши).

## Импорт
Xxfig позволяет импортировать изображения в следующих форматах:
- растровые изображения: GIF, JPEG, PCX, PNG, PPM, TIFF, XBM и XPM
- векторные изображения: SVG, EPS, EPSF (PostScript)

## Экспорт
Xfig сохраняет векторную графику в собственном текстовом формате (Fig format), однако изображения, созданные в xfig, можно экспортировать и в другие форматы, такие как:
- растровые изображения: GIF, JPEG, PNG, PPM, XBM, XPM, PCX, TIFF, SLD
- векторные изображения: EPS, SVG, Pic[англ.], CGM, METAFONT, MetaPost, EMF, Tk.

Xfig умеет выводить изображения на принтер, поддерживающий язык PostScript:
- форматы документов выводимых на печать: PostScript, PDF, Hewlett-Packard Graphics Language